# Brattøya
Brattøya (dt. Steilinsel) ist eine norwegische Insel im Iddefjord. Sie gehört zur Gemeinde Halden in der Provinz Østfold.

## Beschreibung
Die Insel liegt rund 200 m südlich des norwegischen Festlandes am westlichen Ende von Halden, östlich der Halbinsel Sauøya. Brattøya hat eine Länge von rund 920 m (Ost-West-Ausdehnung), eine Breite von etwa 700 m (Nord-Süd-Ausdehnung) und eine Fläche von 0,64 km². Der höchste Punkt der Insel ist eine Erhebung im westlichen Teil der Insel mit 76 Metern moh. Die Ufer steigen zum oberen, fast plateauartigen Teil der Insel steil auf (daher der Name) und sie ist nahezu vollständig mit Nadelwald bewachsen.

## Geschichte
Die Insel gehörte zum Herrenhof Rød herregård und wurde von zum Hof gehörenden Kätnern bewohnt. Um 1900 wohnten auf der Insel sechs Menschen, deren ehemaliger Hof sich noch an den Überresten der Grundmauern erahnen lassen.
In den 1950er Jahren kam die Insel zur Gemeinde Halden und war eine Zeit lang Naturschutzgebiet.

## Trivia
- Anfang des 20. Jahrhunderts ging der damalige norwegische König Håkon VII. auf Brattøya gelegentlich auf Hasenjagd.[3]